# Escola siciliana

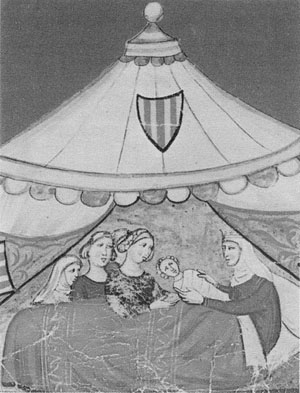
O nascimento de Frederico II, Sacro Imperador Romano e Rei da Sicília.

Escola siciliana era uma pequena comunidade de sicilianos e, em menor medida, poetas italianos reunidos em torno de Frederico II, a maioria deles pertencentes à sua corte, a Magna Curia. Chefiados por Giacomo da Lentini, eles produziram mais de trezentos poemas de amor cortês entre 1230 e 1266, continuando a experiência após a morte de Frederico por seu filho, Manfredo.